# Iehuda Steinberg
Iehuda Steinberg (în ebraică יהודה שטיינברג, în rusă Иегуда Штейнберг, transliterat: Ieguda Șteinberg; n. 26 februarie 1863, Lipcani, gubernia Basarabia, Imperiul Rus – d. 10 martie 1908, Odessa, Imperiul Rus) a fost un scriitor și profesor evreu basarabean. A scris în limbile ebraică și idiș.

## Biografie
S-a născut în târgul Lipcani (acum oraș din raionul Briceni, Republica Moldova) din ținutul Hotin, gubernia Basarabia a Imperiului Rus, în familia sculptorului Moișe-Valvl Steinberg, o rudă apropiată (potrivit unor surse, verișor) al clasicului literaturii evreiești Eliezer Steinbarg.
A primit o educație evreiască tradițională, ulterior, s-a angajat în autoeducare în domeniul științelor laice și în limba rusă. A învățat copii aproape toată viața, mai întâi în heder la sinagoga Strelița din Lipcani, iar din 1889 în târgul Edineț (acum centru raional din R. Moldova) și din 1897 în târgul Leova (acum centru raional din R. Moldova). În 1905, sănătatea deficitară l-a obligat să se mute la Odesa, unde a lucrat ca corespondent pentru cotidianul idiș din New York Di Warhite („Realitate”). A murit în anul 1908 la vârsta de 44 de ani.

## Cariera literară
În 1892, la Edineț, Steinberg s-a împrietenit cu viitorul poet și romancier Menashe Halpern, mai târziu fondând o bibliotecă împreună cu el și lucrând într-o școală elementară (Talmud Torah) din localitate. În anul următor, în urma unei vizite a lui Halpern la Varșovia, Menashe a expediat spre recenzare povestea lui Steinberg – „În acele zile”. Povestea a fost publicată în curând, după ce a fost aprobată de scriitori profesioniști, în primul rând de Isaac Leib Peretz. În curând prima carte a lui Steinberg a fost publicată la fel la Varșovia, colecția de fabule în proză Bair uVayar („În oraș și în pădure”) cu o dedicare pentru Halpern, căruia Steinberg i-a mulțumit pentru primii pași în domeniul literar profesional. În toți anii următori, Steinberg a publicat în diferite periodice în ebraică și idiș: povestiri instructive pentru copii, pilde și legende hasidice, povestea BaYamim hahem („În acele vremuri”) din viața cantoniștilor, romanul „Doctor Orlov” și alte lucrări care i-au adus o faimă extraordinară. Cu toate acestea, în timpul vieții scriitorului, doar o antologie, manuale de ortografie în ebraică și mai multe cărți de povești hasidice au fost publicate în carte.
Imediat după moartea subită a lui Steinberg, un grup de scriitori din Odesa condus de E. Levinski, I. Ravnitski și Haim Nahman Bialik a colectat unele lucrări ale scriitorului în ebraică, ultimul și al patrulea volum fiind publicate în 1912. În anii 1909-1910, două volume de opere selectate în idiș ale autorului, au fost publicate la Varșovia. Poetul Iacov Fihman⁠(ru)[traduceți], care l-a cunoscut îndeaproape în Leova, a participat la editarea operelor postume ale lui Steinberg atât în ebraică, cât și în idiș. În curând au fost publicate și două volume din poveștile sale pentru copii în ebraică, iar în anii 1920 în Polonia, o serie de cărți pentru copii în idiș. Steinberg a adus o mare contribuție la dezvoltarea ebraicii literare moderne; poveștile pentru copii în idiș au fost retipărite de multe ori și au fost incluse în majoritatea cititorilor școlari în această limbă.
O stradă din Beer Sheva poartă numele scriitorului.